# Tabanus guapiensis
Tabanus guapiensis är en tvåvingeart som beskrevs av Wilkerson 1979. Tabanus guapiensis ingår i släktet Tabanus och familjen bromsar.
Artens utbredningsområde är Colombia. Inga underarter finns listade i Catalogue of Life.